# هاينر لوترباخ
هاينر لوترباخ (بالألمانية: Heiner Lauterbach)‏ هو كاتب سير ذاتية وممثل ألماني، ولد في 10 أبريل 1953 في ألمانيا.

## أعمال

### أفلام
- (2013) ستالينغراد

## وصلات خارجية
- هاينر لوترباخ على موقع IMDb (الإنجليزية)
- هاينر لوترباخ على موقع مونزينجر (الألمانية)
- هاينر لوترباخ على موقع ألو سيني (الفرنسية)
- هاينر لوترباخ على موقع ميوزك برينز (الإنجليزية)
- هاينر لوترباخ على موقع أول موفي (الإنجليزية)
- هاينر لوترباخ على موقع قاعدة بيانات الأفلام السويدية (السويدية)
- هاينر لوترباخ على موقع ديسكوغز (الإنجليزية)
- هاينر لوترباخ على موقع قاعدة بيانات الفيلم (الإنجليزية)
- هاينر لوترباخ على موقع كينوبويسك (الروسية)